# Reserva de la biósfera de la Barranca de Metztitlán
La Reserva de la Biósfera de la Barranca de Metztitlán es un área natural protegida con una superficie de 96 042.94 ha, localizada al centro-oriente del estado de Hidalgo, México. Se encuentra en la región geográfica y cultural de Hidalgo denominada como la Sierra Baja, en el polígono del área protegida se encuentran cuatro  barrancas o cañones, que reciben los nombres del río que las cruza; estas son las barrancas de Amajac, Metztitlán, Almolón y Metzquititlán. Siendo la Barranca de Metztitlán la principal, formada por el río Metztitlán.
El tipo de vegetación que cuenta es Bosque de Coníferas, Bosque de Encino, Bosque Mesófilo de Montaña, Matorral Xerófilo, Mezquital y Selva Caducifolia. Entre especies representativas de flora se encuentran: mezquite (Prosopis laevigata), nopal (Opuntia sp.), viejito (Cephalocereus senilis), acacia (Acacia sp.), colubrina (Colubrina ehrenbergii), hinchador (Pseudosmodingium andrieuxii), cactus candelabro (Lophocereus marginatus) y pitayo (Isolatocereus dumortieri). Entre especies representativas de fauna se encuentran: zorra (Urocyon cinereoargenteus), zorrillo listado del sur (Mephitis macroura), cacomixtle (Bassariscus astutus), cernícalo (Falco sparverius), pedrete corona negra (Nycticorax nycticorax), zopilote (Cathartes aura), coyote (Canis latrans), gavilanes (Buteo sp), y garza blanca (Ardea alba).
La Reserva de la Biósfera de la Barranca de Metztitlán es considerada una de las zonas cactológicas más importantes de México. Se caracteriza por su gran riqueza biológica y su belleza escénica en la que sobresalen enormes cactáceas y especies que se han adaptado a sobrevivir en terrenos muy inclinados y rocosos. Esta Reserva de la Biósfera de México esta designada como parte de la Red Mundial de Reservas de la Biosfera de la Unesco; la parte norte donde se encuentra la laguna de Metztitlán, es también un humedal decretado como Sitio Ramsar; y algunas secciones de la reserva ubicadas en Huasca de Ocampo y Atotonilco el Grande, pertenecen al Geoparque Comarca Minera, designado dentro de la Red global de geoparques.

## Ubicación
Se encuentra al centro-oriente del estado de Hidalgo; entre los paralelos 98° 23’ 00” y 98° 57’ 08” de longitud oeste, y 20° 14’ 15” y 20° 45’ 26” de latitud norte. Se encuentra distribuida entre ocho municipios: Acatlán, Atotonilco el Grande, Eloxochitlán, Huasca de Ocampo, Metepec, Metztitlán, San Agustín Metzquititlán y Zacualtipán de Ángeles. La forma de la reserva es alargada y bastante irregular, su eje principal se orienta del sureste al noroeste. Cuenta con una extensión de 96 042.94 ha, comprende el 4.61 % de la superficie estatal. De las cuales 12 474.13 ha se han definido como zonas núcleo; las áreas núcleo constituyen el 11.69 % de la superficie total de la reserva.
La Zona Núcleo 1 Cordón Cerro Alto (20° 39’ 53.1”N 98° 53’ 16.0”W), se ubica al occidente de la laguna de Metztitlán y tiene una superficie de 9029.57 ha. La Zona Núcleo 2 Tezisco (20° 40’ 18.0”N 98° 48’ 27.8”W), se ubica al oriente de la laguna de Metztitlán y tiene una superficie de 1257.76 ha. La Zona Núcleo 3 Tecruz de Anáhuac (20° 31’ 59.6”N 98°43’ 38.7”W), comprende una superficie de 1375.26 ha. La Zona Núcleo 4 Carrizal Chico (20° 32’ 14.1”N 98° 41’ 38.7”W), se localiza en la parte central sobre la vertiente occidental de la barranca, con una superficie de 811.54 ha.

## Historia
La Reserva de la biósfera de la Barranca de Metztitlán con una superficie de 96 042.94; fue decretada área natural protegida por el Gobierno de México, dentro de la categoría de Reservas de la biosfera de México, el 27 de noviembre de 2000. El 7 de noviembre de 2001 se incorpora al Sistema Nacional de Áreas Protegidas (SINAP); el 9 de mayo de 2002 se publicó en el Diario Oficial de la Federación, se incorporación al SINAP. El 11 de marzo de 2003 se púbico el Programa de Manejo del Área Natural Protegida con el carácter de Reserva de la Biosfera Barranca de Metztitlán.
El 2 de febrero de 2004 una área de 2937.2 ha dentro de la zona de amortiguamiento, donde se encuentra la Laguna de Metztitlán fue designada Sitio Ramsar; México es uno de los países firmantes del Convenio de Ramsar que busca preservar aquellos humedales de suma importancia a nivel mundial. En el año 2006 la Reserva de la biósfera de la Barranca de Metztitlán, fue designada como parte de la Red Mundial de Reservas de la Biosfera en el marco del Programa sobre el Hombre y la Biosfera de la Unesco.
En el año 2015 se inició el proyecto del Geoparque Comarca Minera, que busca dar valor al patrimonio geológico, minero, arqueológico y cultural de la región de la Comarca Minera; el 5 de mayo de 2017 la Unesco designó de manera oficial al geoparque dentro de la Red global de geoparques. De los treinta y un geositios que forman el Geoparque Comarca Minera, tres se encuentran en la Reserva de la biósfera de la Barranca de Metztitlán; siendo dos de estos la Peña del Aire (Mirador El León) y la Barranca de Aguacatitla, ambos en el municipio de Huasca de Ocampo. El tercer geositio es la Reserva de la Biosfera Barranca de Metztitlán en sí, aunque dentro de esta declaración solo se reconoce la porción que se encuentra en los municipios de Huasca de Ocampo y Atotonilco el Grande.

## Geografía

### Fisiografía

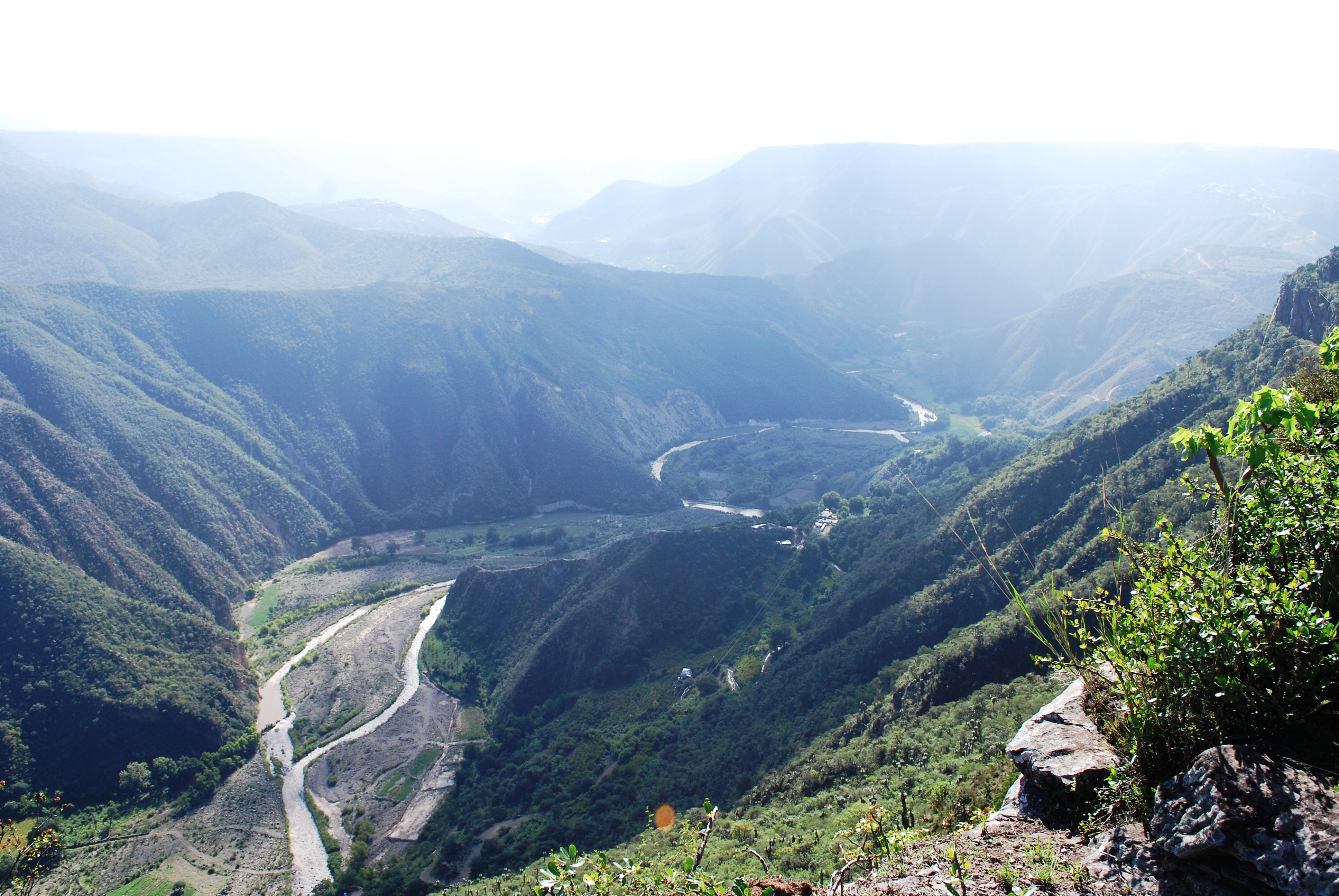
Barranca de Metztitlán en el municipio de Huasca de Ocampo.

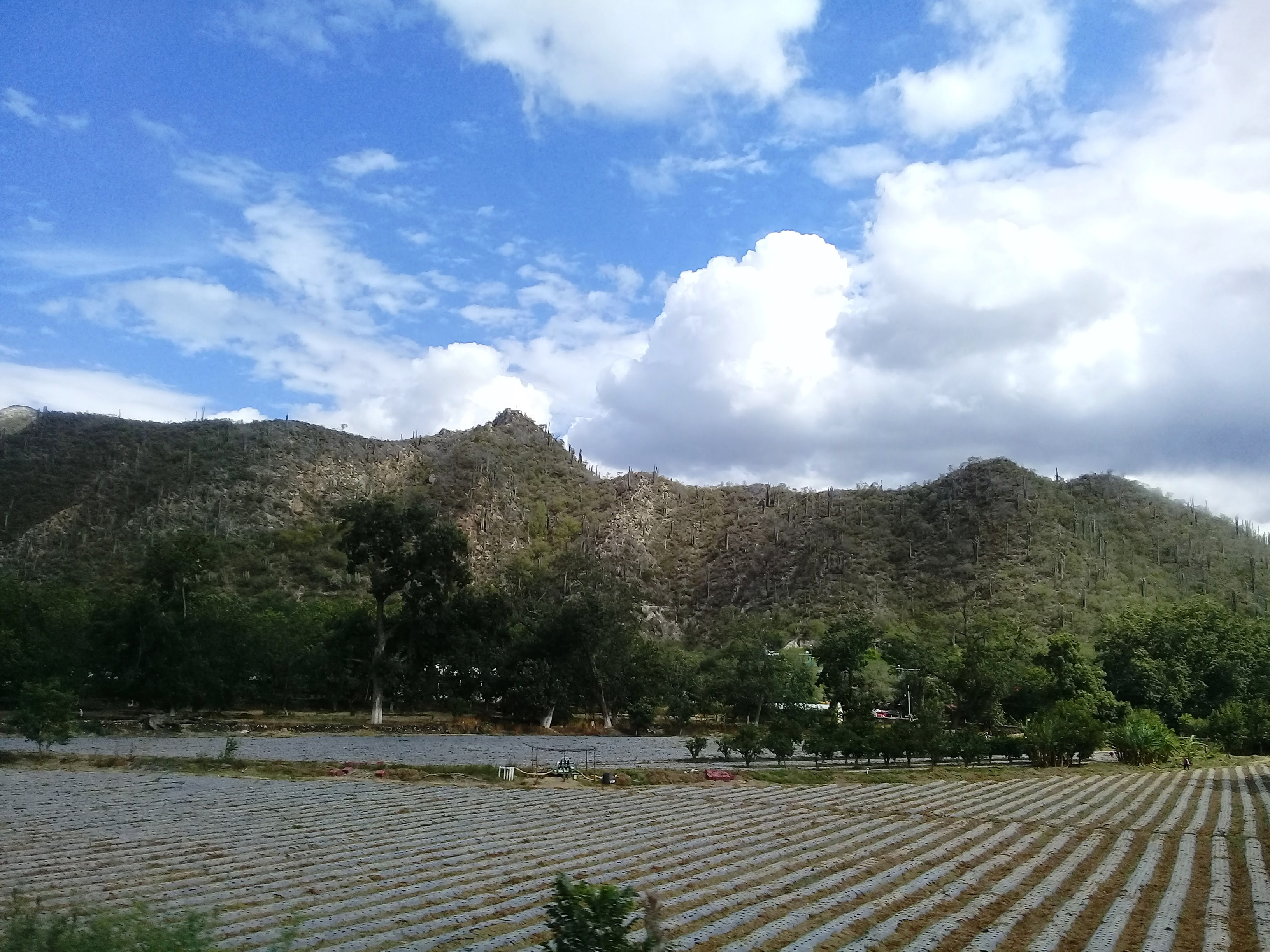
Vega de Metztitlán en el municipio de Metztitlán.

En cuanto a fisiografía se encuentra dentro de los límites de las provincias de Eje Neovolcánico y la subprovincia de Sierras y Llanuras de Querétaro e Hidalgo; y la Sierra Madre Oriental y la subprovincia del Carso Huasteco; aunque la mayor parte de la misma se ubica dentro de la Sierra Madre Oriental. La topografía es bastante irregular, en la parte más baja la topoforma es de valles; las laderas del parteaguas corresponden a cañones, que se conectan con sierras hacia el noreste y noroeste y con algunos lomeríos y mesetas al norte. Hacia el sureste, los cañones se continúan con lomeríos y hacia el suroeste con llanuras. Las montañas al este y noreste alcanzan 1800 a 2600 m s. n. m., al sur en la llanura la elevación es aproximadamente 1200 a 1300 m s. n. m.
Al sur la Barranca de Metztitlán tiene su origen en dos principales ramales: uno que nace cerca de Temaxcalillos en Metepec, y el otro que arranca junto a Alcholoya en Acatlán; que se juntan para formar una sola a unos 5 km aguas abajo de Alcholoya. La Barranca de Metztitlán es un vistoso y escarpado cañón, excavado por el río Metztitlán; que corre con una orientación general sureste-noreste. La Barranca de Metztitlán va ensanchándose y haciéndose cada vez más profunda; lo que da una caída vertical, en muchos lugares casi a tajo, que oscila entre los 500 y los 700 m. La barranca termina unos 20 km al norte de Metztitlán. Otra ramal al sureste es la Barranca de Aguacatitla cerca de la localidad de El Campamento Aguacatitla en Huasca de Ocampo, formada por el río de San Antonio Regla. En la parte central sobre la vertiente oriental se encuentra otro ramal, la Barranca de Metzquititlán, formada por el río Santiago o Metzquititlán.
Al norte se encuentra la vega de Metztitlán, una llanura aluvial, un terreno plano que puede ser inundado ante una eventual crecida de las aguas de una corriente fluvial cercana. Está limitada por dos cordilleras de montañas, esta cuenca endorreica posee una superficie de 3230 km². Al occidente de la vega, las principales elevaciones son el Cordón de Cerro Alto (1839 m s. n. m.), Cerro El Pericón (2029 m s. n. m.), Cerro El Potrero (1721 m s. n. m.) y Cerro Grande (1586 m s. n. m.). El oriente de la vega se encuentra el parajes como el Cordón Zacatipán (1501 m s. n. m.). En el extremo norte pasando la laguna de Metztitlán, el río Almolón forma la Barranca de Almolón, donde se encuentra la localidad de San Miguel Almolón en Eloxochitlán. Al nororiente en las localidades de San Pablo Tetlapayac, San Pedro Ayotoxtla y San Juan Tlatepexi en el municipio de Metztitlán; el río Amajac forma la Barranca de Amajac, la profundidad de esta es de hasta 500 metros.

### Geología

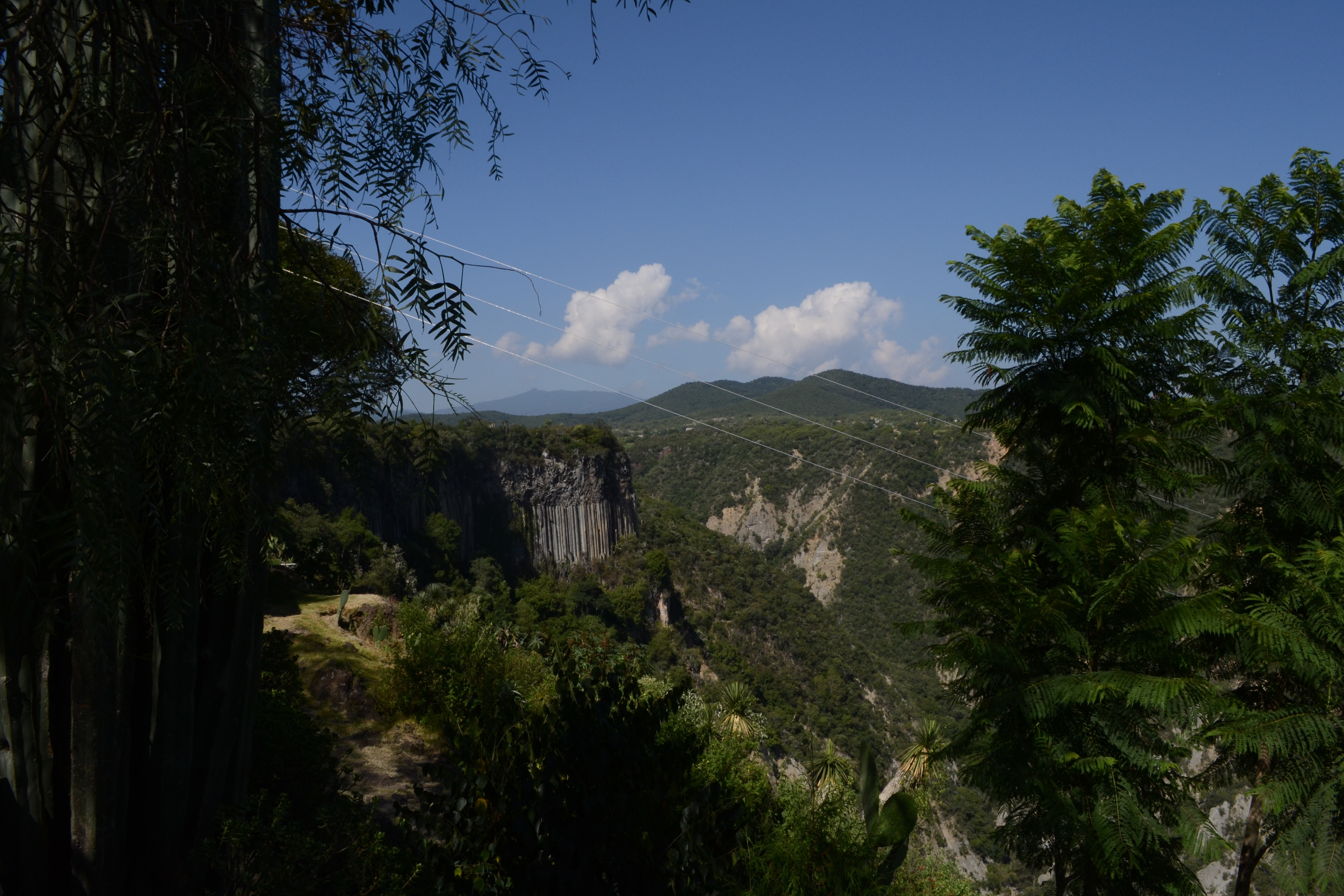
Basaltos columnares en la Barranca de Aguacatitla.

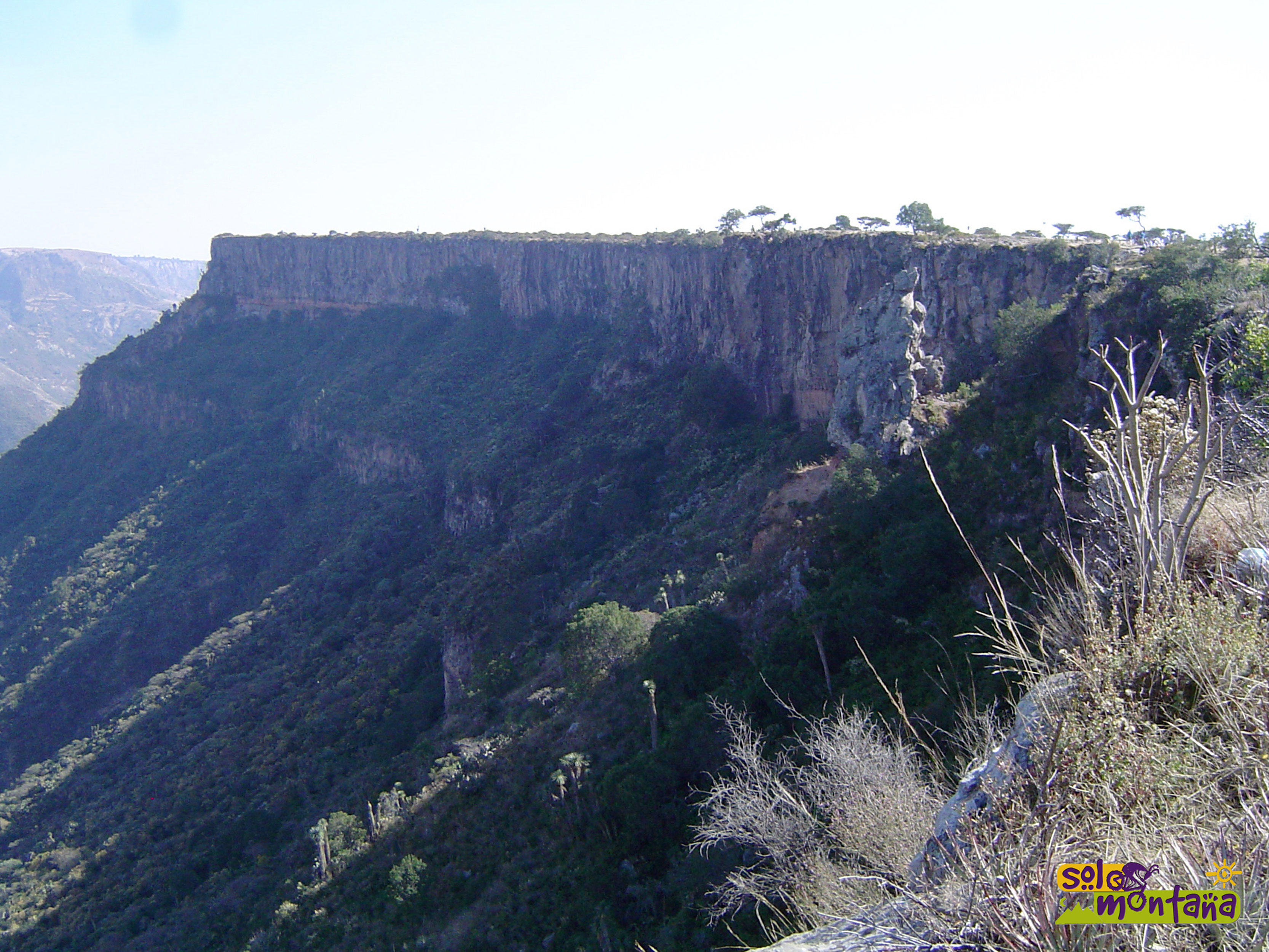
Basaltos de la Peña del Aire.

La barranca de Metztitlan tiene una geología relativamente diversa, la cual incluye un conjunto de rocas paleozoicas, mesozoicas y cenozoicas, que testifican los últimos 290 millones de anos de la historia geológica del territorio hidalguense. Debido a la estratificación, el fracturamiento, los procesos erosivos y la tectónica de placas, los episodios de deformación son complejos en la zona. Durante el mesozoico la región estaba bajo el mar, explicando la presencia de rocas calizas sedimentarias y de fósiles marinos. Posteriormente, los movimientos orogénicos elevaron y plegaron tales sedimentos marinos y se dio la intrusión de basaltos.
En la porción sur de la reserva, predominan los basaltos. En las zonas centro y sur del río, predominan basaltos y lutitas, respectivamente. Al centro de la reserva en la denominada Peña del Aire, este sector está bordeado por acantilados formados por la unidad basáltica del Plio-Pleistoceno. En la Barranca de Aguacatitla la inconformidad litológica definida por los basaltos columnares del Plioceno, correspondientes al acantilado y la meseta; y las formaciones cretácicas que se hallan en lo hondo de la barranca; registran en este sitio los dos eventos geológicos de mayor importancia en la configuración del territorio de México: la apertura del Golfo de México, durante el Mesozoico, y la subducción de corteza oceánica a lo largo de la margen pacífica durante el Cenozoico, que dio lugar al vulcanismo de la Sierra Madre Oriental, primero, y de Eje Neovolcánico, después.
La Formación San Felipe unidad del Cretácico superior, aflora en la carretera Venados-León-Metztitlán y se encuentra constituida por calizas negras margosas con intercalaciones de arcillas bentoníticas, su potencia es de 120 m. La porción del río ubicada entre el poblado de Metztitlán y la laguna, corresponde a una zona con aluviones. Las formaciones geológicas a la altura de dicho poblado y hacia el norte de la reserva, están dominadas por rocas sedimentarias y sedimentario volcánicas, principalmente calizas. La laguna de Metztitlán es un embalse, generado por el deslizamiento de rocas calizas de la Formación Tamaulipas Inferior; este evento ocurrió durante el Holoceno, hace aproximadamente 10 millones de años, obstruyendo el cauce del río en la zona conocida hoy día como paraje Los Sótanos.
En la porción noreste, a partir de la laguna, hay una zona con rocas ígneas extrusivas (basalto) y otra entre las localidades La Mesa Grande y Tolapa. En la porción nororiental, consiste en lutitas, limolitas y areniscas pertenecientes a la formación Tuzancoa. Las rocas triásicas en la parte nororiental; consisten en lutitas, lutitas arenosas y conglomerados de color rojo de la formación Huizachal. Asimismo, se reconocen paquetes de calizas con un alto contenido de manganeso y de estructura bandeada que son parte de la formación Taman. Las secuencias en conjunto se han identificado como pertenecientes a las formaciones El Abra, El Doctor, Tamaulipas, Otates, Cuesta del Cura y Tamabra. Exposiciones de areniscas de grana grueso, fuertemente alteradas con intercalaciones irregulares de c1astos volcánicos de composición variable de las formaciones Zumate, Tarango y Atotonilco el Grande.
También se ha propuesto una nueva unidad litoestratigráfica para los afloramientos de rocas continentales de la región; la Formación Metztitlán está formada por conglomerados constituidos en su base por fragmentos de rocas ígneas extrusivas (basalto) que cambian hacia la cima a conglomerados formados por clastos derivados de las rocas cretácicas. La Formación Metztitlán se encuentra restringida al área sursureste de la población de Metztitlán.

### Hidrografía

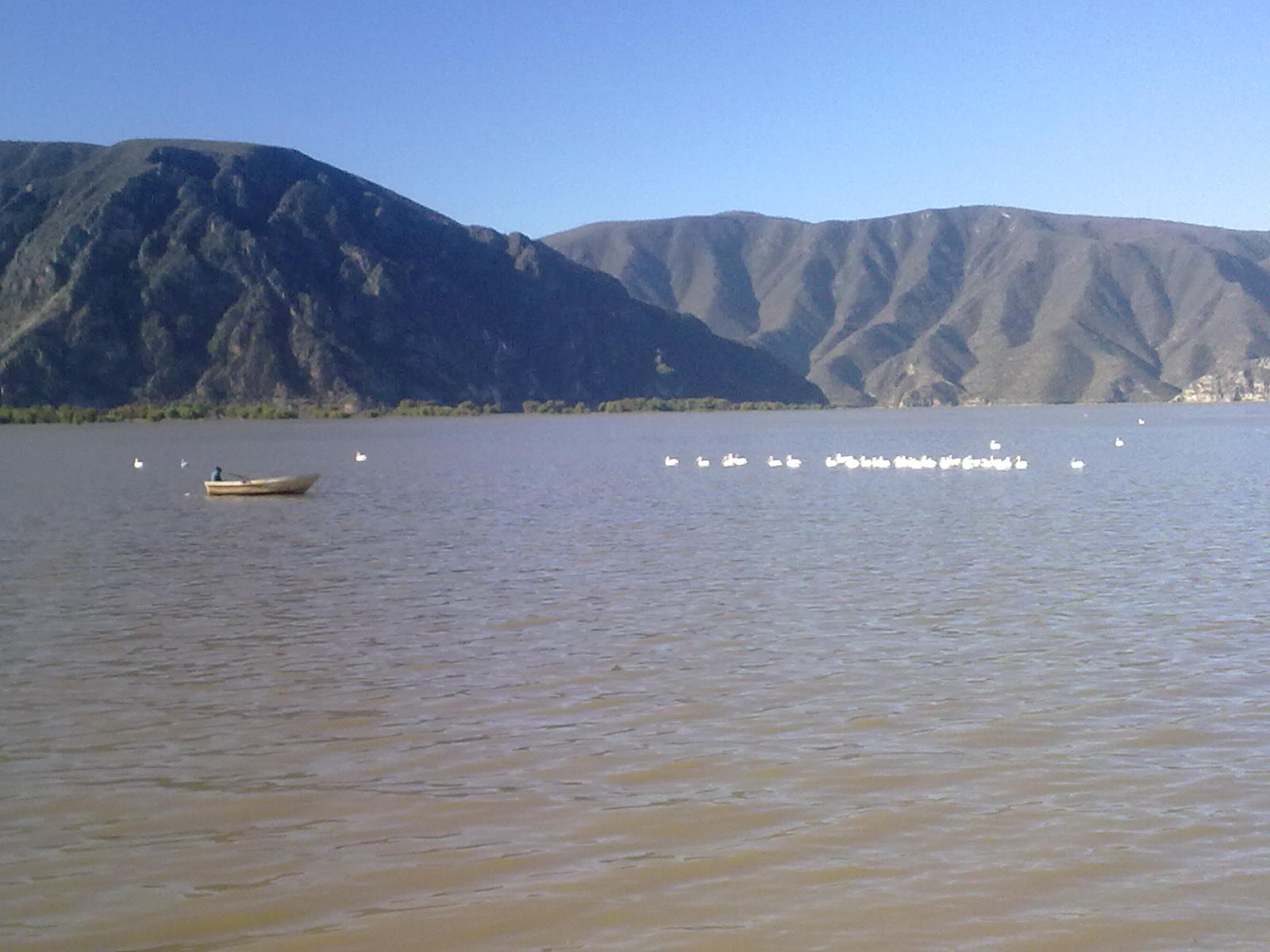
Laguna de Metztitlán en el año 2009.

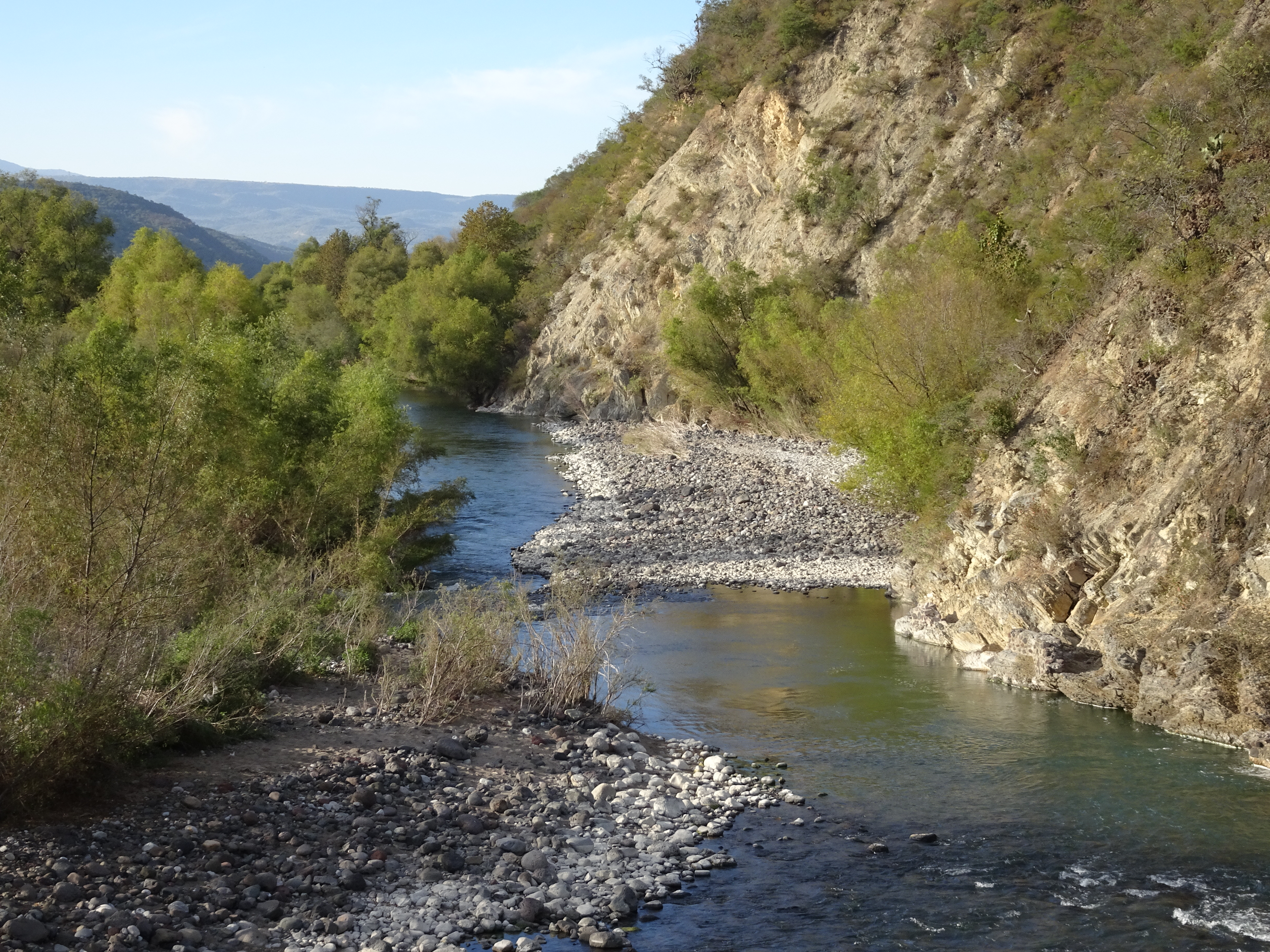
Río Metztitlán.

En lo que respecta a la hidrografía se encuentra posicionado en la región hidrológica del Alto Pánuco; en la cuenca hidrográfica del río Moctezuma; dentro de las subcuencas del río Metztitlán y río Amajac. Al nororiente de la reserva,la zona es atravesada por el río Amajac. La principal corriente de agua de la reserva es el río Metztitlán, este río corre de sureste a noreste; y toma el nombre de acuerdo a la región, identificándose cuatro tramos importantes. El primero a su entrada a la Barranca de Metztitlán con el nombre de río Grande Tulancingo en Temaxcalillos, municipio de Metepec; el segundo en su paso por Venados en San Agustín Metzquititlán, donde toma el nombre de río Venados; y el tercero donde inicia el Distrito de Riego 08 Metztitlán, donde pasa a conocerse con el nombre de río Metztitlán llegando hasta la Laguna de Metztitlán; pasando la laguna se le conoce como el río Almolón, finalmente las aguas llegan al río Amajac cerca del poblado San Juan Amajaque, en el municipio de Eloxochitlán.
El río Metztitlán tiene varios afluentes dentro de la reserva; confluye con el río Alcholoya, cerca de las localidades de El Dongo Grande y Mario Díaz Guzmán en el municipio de Huasca de Ocampo; con el río San Antonio Regla, cerca de la localidad de San Sebastián la Barranca en Huasca de Ocampo; con el río Sebastián o Metzquititlán cerca de las localidades de Jihuico, Jihuico y Estocuapa en el municipio de Metztitlán.  Cerca de la Laguna de Metztitlán presenta una serie de afluentes intermontanos, denominados: El Rincón, La Vieja, El Licenciado, Las Savilas, Chacnal, Cuitlapil, Limón y El Tecolote, dentro del municipio de Metztitlán.
La Laguna de Metztitlán la superficie acuática media de la laguna es de alrededor de 581 ha; tiene una profundidad, de entre 9 y 10 m, que contiene poco menos de 15 hm³. La comunidad más cercana al cuerpo de agua dentro del municipio de Metztitlán es San Cristóbal, y la comunidad más cercana en el municipio de Eloxochitlán es San Juan Hualula. El nivel de agua de la laguna oscila estacional y anualmente; las lluvias extremas provocaron inundaciones en los años 1944, 1955, 1999, y 2017; mientras que las sequías provocaron estiaje extremo en 1998 y 2020. El mejor ejemplo del ciclo, se dio durante 1998 y 1999. En el año 1998, entre los meses de mayo a julio el humedal de la Laguna de Metztitlán permaneció seco. En 1999 con precipitaciones correspondientes a un periodo de retorno de 20 años, el agua cubrió 4200 ha y el volumen acumulado de 470 hm³ superó nueve veces la capacidad del lago, el agua alcanzó una altura de 25 a 30 metros. Los ciclos 1997-1998 y 1998-1999 fueron periodos que correspondieron a los fenómenos climatológicos de El Niño y La Niña, respectivamente.

## Biodiversidad
De acuerdo al Sistema Nacional de Información sobre Biodiversidad de la Comisión Nacional para el Conocimiento y Uso de la Biodiversidad (CONABIO) en la Reserva de la Biosfera Barranca de Metztitlán habitan más de 870 especies de plantas y animales de las cuales 41 se encuentra dentro de alguna categoría de riesgo de la Norma Oficial Mexicana NOM-059  y 18 son exóticas,

### Flora

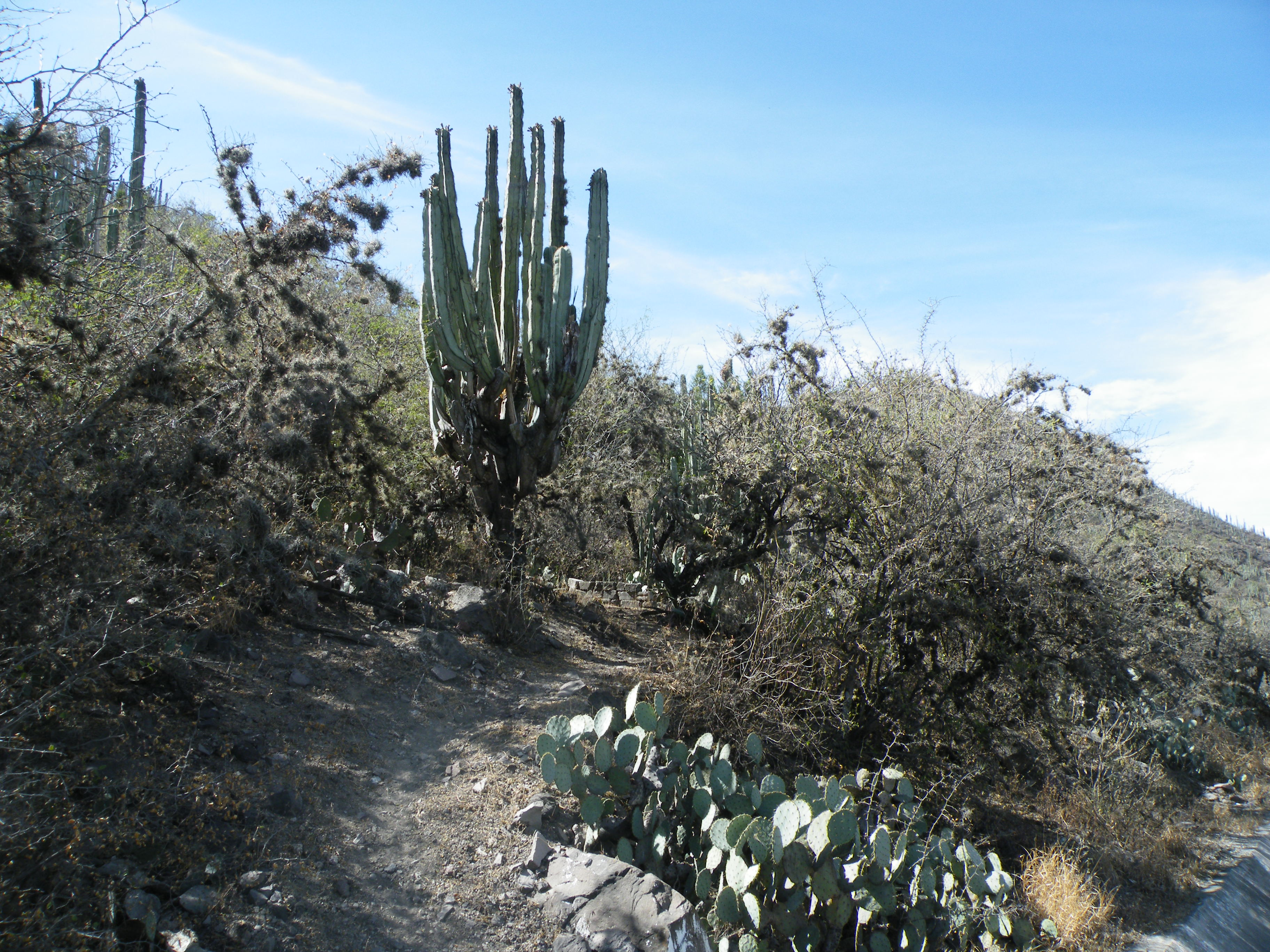
Órgano cimarrón o candelabro (Stenocereus dumortieri) en San Agustín Metzquititlán.

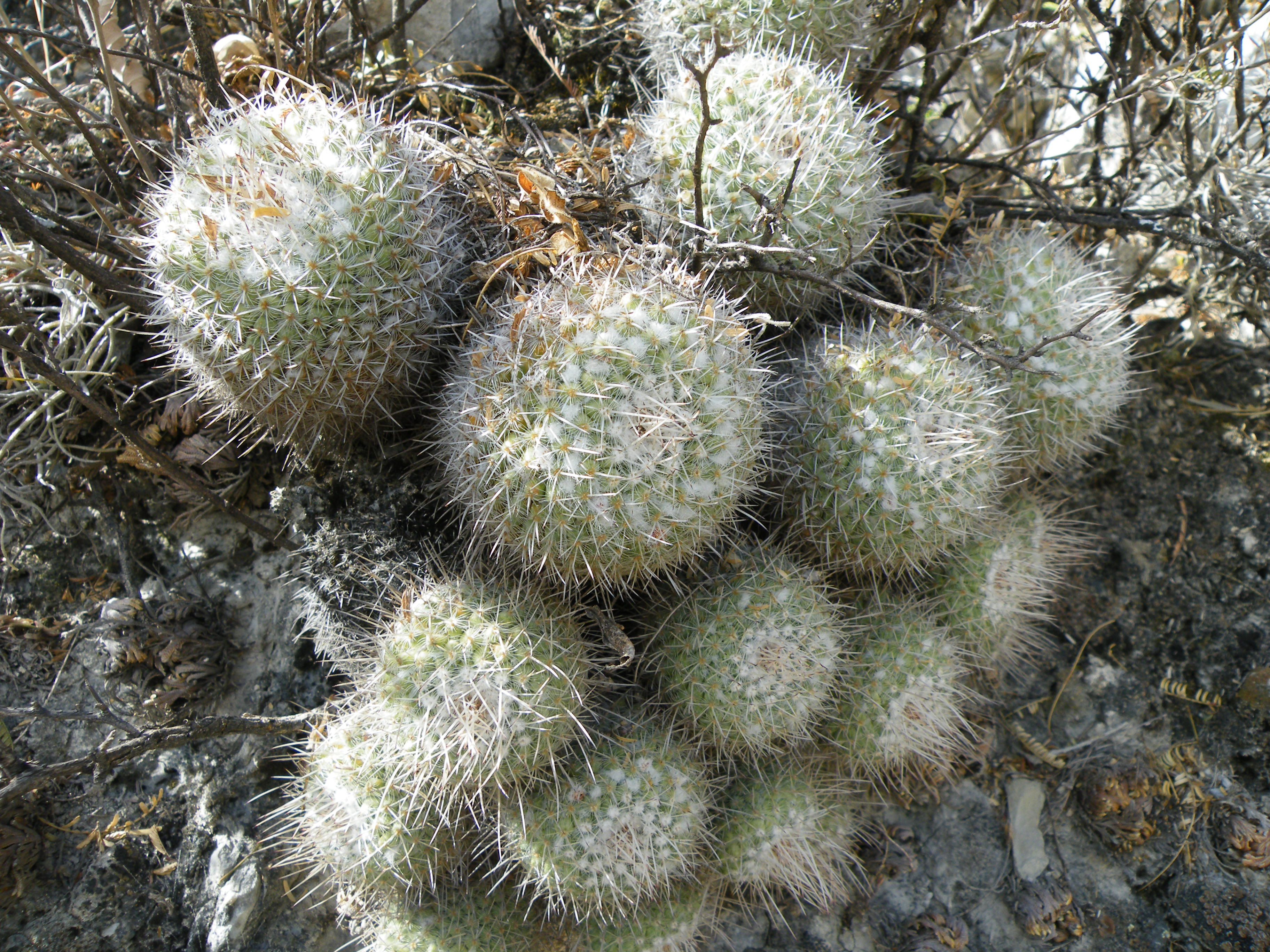
Biznaga de chilitos (Mammillaria geminispina) en San Agustín Metzquititlán.

Se encuentra entre las Provincias florísticas de la Sierra Madre Oriental y Altiplanicie. La provincia florística Altiplanicie, ubicada en un rango altitudinal de 1000 a 2000 m s. n. m.;  una de sus características es la presencia de plantas endémicas, asimismo predomina la vegetación de matorral submontano y matorral xerófilo. Solo una porción pertenece a la provincia florística Sierra Madre Oriental, siendo esta la ubicada en la cota altitudinal superior a los 2000 m s. n. m., observándose en su colindancia con la Sierra de Zacualtipán, la cual está cubierta principalmente por bosque de pino-encino y bosque de encino.
Su flora vascular se encuentra constituida por 465 taxas pertenecientes a 270 géneros y 83 familias. El grupo de las dicotiledóneas es el más grande estando integrado por 71 familias, 221 géneros y 392 especies. Entre las familias más representadas se encuentran las siguientes: Asteraceae (44 géneros y 70 especies), Cactaceae (17 géneros y 57 especies) y Leguminosae (22 géneros y 42 especies).
El matorral submontano se distribuye a lo largo de las laderas de la Barranca de Metztitlán; este tipo de vegetación se encuentra principalmente en el municipio de Metztitlán, aunque también está presente en San Agustín Metzquititlán y en Zacualtipán. Las especies dominantes son entre otras: Mimosa sp., Senna wislizeni Krameria cytisoides, Neopringlea integrifolia, Ipomoea sp. y Cnidoscolus rostratus glabratus. El estrato herbáceo es más escaso y solo aparece en épocas de lluvia, entre los que destacan: Loeselia sp., Dyssodia tagetiflora, Tournefortia maculata, Brickellia veronicifolia, Flourensia glutinosa y Lantana camara.

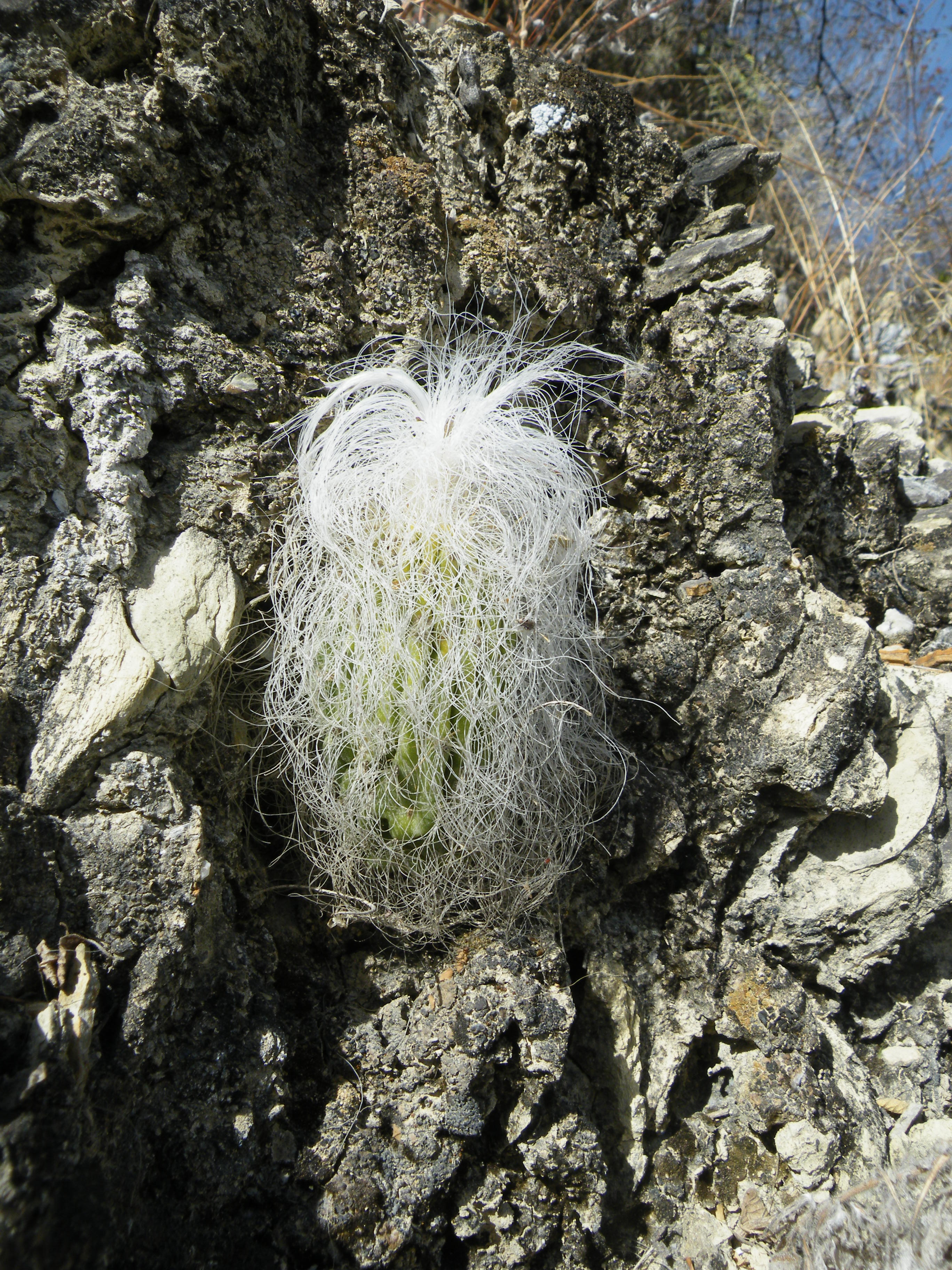
Viejito.

El Matorral crasicaule de Cephalocereus senilis es notoria en la base de los cerros que constituyen la Barranca de Metztitlán, particularmente en el Puente del río Venados, en una altitud promedio de 1000 a 1500 m s. n. m. Esta asociación se define principalmente por la presencia del Cactus Viejito (Cephalocereus senilis). El estrato arbustivo superior con una altura de 1.5 a 3 m está constituido por las siguientes especies:  ocotillo (Fouquieria splendens), coyotillo o cacachila (Karwinskia humboldtiana), tenaza (Pithecellobium brevifolium), maguey (Agave xylonacantha), ocotillo (Gochnatia hypoleuca), planta con flor (Eucnide lobata), orégano mexicano (Lippia origanoides), damiana (Turnera diffusa), arbusto ayenia (Ayenia rotundifolia) y hinchador (Pseudosmodingium andrieuxii); un estrato sufrutescente o herbáceo menor a un metro denota la presencia de las siguientes especies: flor (Calliandra eriophylla), garabatillo (Mimosa biuncifera), maguey espadín (Agave striata),  biznaga (Echinocactus platyacanthus), arbusto (Jatropha spathulata) y doradilla (Selaginella lepidophylla).
El Matorral crasicaule de Stenocereus dumortieri, ubicada en las laderas de exposición norte y noreste en el interior de la Barranca de Metztitlán, definida principalmente por la presencia de órgano cimarrón (Stenocereus dumortieri), el rango altitudinal en el que se observa va desde la orilla del río Venados hasta los 1750 m s. n. m. El estrato arbóreo o superior está definido por la presencia de yucca (Yucca filifera), mezquite blando o algarrobo (Prosopis laevigata), franchipán o cacalosúchil (Plumeria rubra), coyotillo o cacachila (Karwinskia humboldtiana), granjeno (Celtis pallida), hueso (Senna wislizeni var. pringlei), cuajiote azul (Bursera schaffneri),  charneca (Pseudosmodingium andrieuxii) y sierrecilla (Acacia subangulata).
La selva baja caducifolia es también conocida como bosque tropical caducifolio; su presencia se encuentra en las exposiciones oeste de los cerros que se encuentran al este del río Venados, casi completamente contenido dentro del municipio de Metztitlán, y una pequeña fracción en el municipio de San Agustín Metzquititlán. Este tipo de vegetación agrupa árboles de baja altura, de 8 a 12 m; la composición florística dominante en el estrato arbóreo la constituye el Copal o Cuajiote o Coabinillo (Bursera morelensis), acompañada por el mezquite blando o algarrobo (Prosopis laevigata) en la parte baja de los cerros y la presencia dispersa de nopal (Opuntia spp.), garambullo (Myrtillocactus geometrizans), viejito (Cephalocereus senilis), membrillo (Colubrina ehrenbergii), charneca (Pseudosmodingium andrieuxii), órgano cimarrón (Stenocereus dumortieri), huaxillo (Acacia subangulata y Acacia sp.).
Entre las especies de flora consideradas en estatus crítico de acuerdo a la NOM-059-SEMARNAT-2001; con un estatus de amenazada: biznaga liendrilla (Astrophytum ornatum), garcita (Bouvardia erecta), viejito (Cephalocereus senilis), peyote (Lophopora diffusa), biznaga bola de nieve (Mammillaria humboldtii), biznaga de dedos largos (Mammillaria longimamma), biznaga de Metztitlán (Mammillaria schiedeana), sotol (Dasylirion longissimum), y barril (Fouquieria fasciculata); con estatus de peligro: flor de muerto (Laelia anceps dawsonii) y laurel (Barril Amenazada Litsea glaucescens); con estatus de protección especial: cactus junco (Aporoctus flagelliformis), biznaga gigante (Echinocactus platyacanthus), biznaga de acitrón (Ferocactus histrix), biznaga de Metztitlán (Mammillaria schiedeana dumetorum), y flor de mayo (Laelia speciosa).

### Fauna

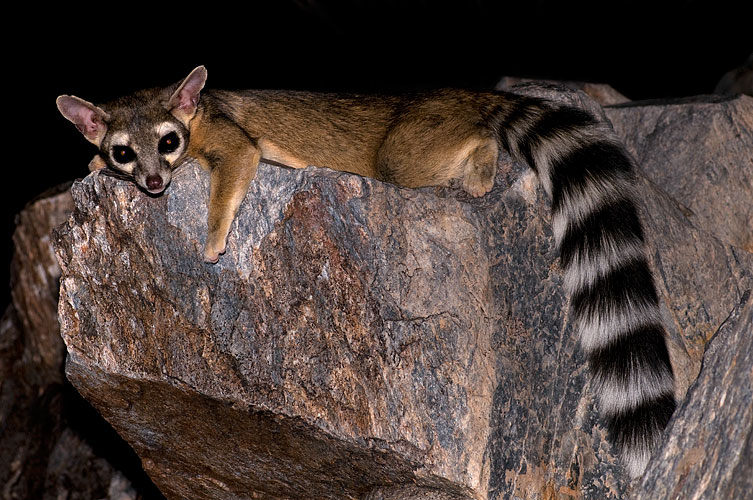
Cacomixtle (Bassariscus astutus).

Desde el punto de vista faunístico, el área de la reserva se ubica en la Provincia Biótica Hidalguense. De la fauna registrada en la reserva, solo el 1.5 % son peces, el 1.8 % son anfibios, todos ellos pertenecientes al Orden Anura (ranas y sapos), el 9.2 % de las especies son reptiles, el 69.6 % son especies de aves y el 17.8 % son mamíferos.
La ictiofauna está representada por las familias Poecilidae, Cichlidae y Cyprinidae, siendo esta última de origen exclusivamente neártico, mientras que las dos primeras son de origen neotropical transicional, lo que indica que la zona de la reserva actúa como un corredor entre estas dos regiones. La distribución de estos peces se remite a la Laguna de Metztitlán y al río Metztitlán, así como a otros dos ríos y canales aledaños a estos sitios. Se han registrado 271 especies de aves, pertenecientes a cincuenta y cuatro familias, y diecisiete órdenes. Las familias mejor representadas fueron: Tyrannidae y Parulidae (24 especies cada una), Emberizidae (19), Icteridae (13) y Trochilidae (12). Del total de especies 117 son residentes, 88 migratorias, 34 ocasionales, 6 tienen poblaciones residentes y migratorias.
En la región se registran 42 especies diferentes de amíferos. La topografía abrupta y variada permite la formación de cuevas que sirven de madrigueras y lugar de descanso de zorros (Urocyon cinereoargenteus) y zorrillos (Mephitis macroura), entre otros. La distribución de los mamíferos no se restringe a estos hábitats, por lo que es factible encontrar especies asociadas a vegetación xerófila y sustrato rocoso como coyote (Canis latrans), cacomixtle (Bassariscus astutus); ardilla gris (Spermophilus). En cuanto a murciélagos se encuentra con el murciélago vampiro (Desmodus rotundus); se identifican ocho
especies de murciélagos herbívoros, tres especies nectarívoras (Leptonycteris yerbabuenae, Choeronycteris mexicana, Glossophaga soricina) y cinco frugívoras  (Sturnira ludovici, Artibeus jamaicensis,
Artibeus lituratus, Artibeus aztecus y Sturnira lilium). Aunque los habitantes de la zona mencionan la presencia ocasional de otras más, como el puma (Puma concolor) y el tigrillo (Leopardus wiedii), no se observan evidencias de ellos al realizar muestreos de fauna. En la Sierra de Actopan, fuera de la zona de la reserva,se ha confirmado la presencia de puma.
De anfibios (Clase Amphibia), se registran 14 especies agrupadas en dos órdenes (una de Caudata y 13 de Anura), siete familias y nueve géneros. La mayor riqueza se presentó en la familia Hylidae con cuatro especies; los géneros más ricos de anfibios fueron Dryophytes y Rana con tres especies cada uno. Para los reptiles, se registraron 55 especies agrupadas en dos órdenes (una de Testudines y 54 de Squamata), 15 familias y 35 géneros. La familia con mayor número de especies fue Colubridae con 14, en tanto el género más rico fue Sceloporus con siete especies.
Se encuentran veintidós especies de hormigas, 19 de ellas en el valle agrícola, 16 en laderas y 11 en zonas de meseta de matorral crassicaule. De sírfidos se encuentran diez especies del género Copestylum, entre las que destacan Copestylum marginatum y
Copestylum simile por ser las más abundantes, así como Copestylum hidalguense. En el caso de los escarabajos, encontramos 20 especies, entre las que destaca Canthon humectus hidalgoensis.
Entre las especies con estatus crítico presentes en la zona de acuerdo con la NOM-059-SEMARNAT-2001; con un estatus de amenazada: culebra listonada
cuello negro (Thamnophis cyrtopsis), culebra listonada occidental (Thamnophis proximus), lechucita excavadora (Athene cunicularia), tecolote cornudo (Bubo virginianus)), águila real (Aquila chrysaetos), cacomixtle (Bassariscus astutus), ratón canguro (Dipodomys phillipsii), murciélago trompudo (Leptonycteris nivalis), y tlalcoyote (Taxidea taxus). En la zona se liberan distintos animales para su reintegración a la vida libre como: zorro gris (Urocyon cinereoargenteus), mapache (Procyon lotor), aguililla cola roja (Buteo jamaicensis).

## Turismo

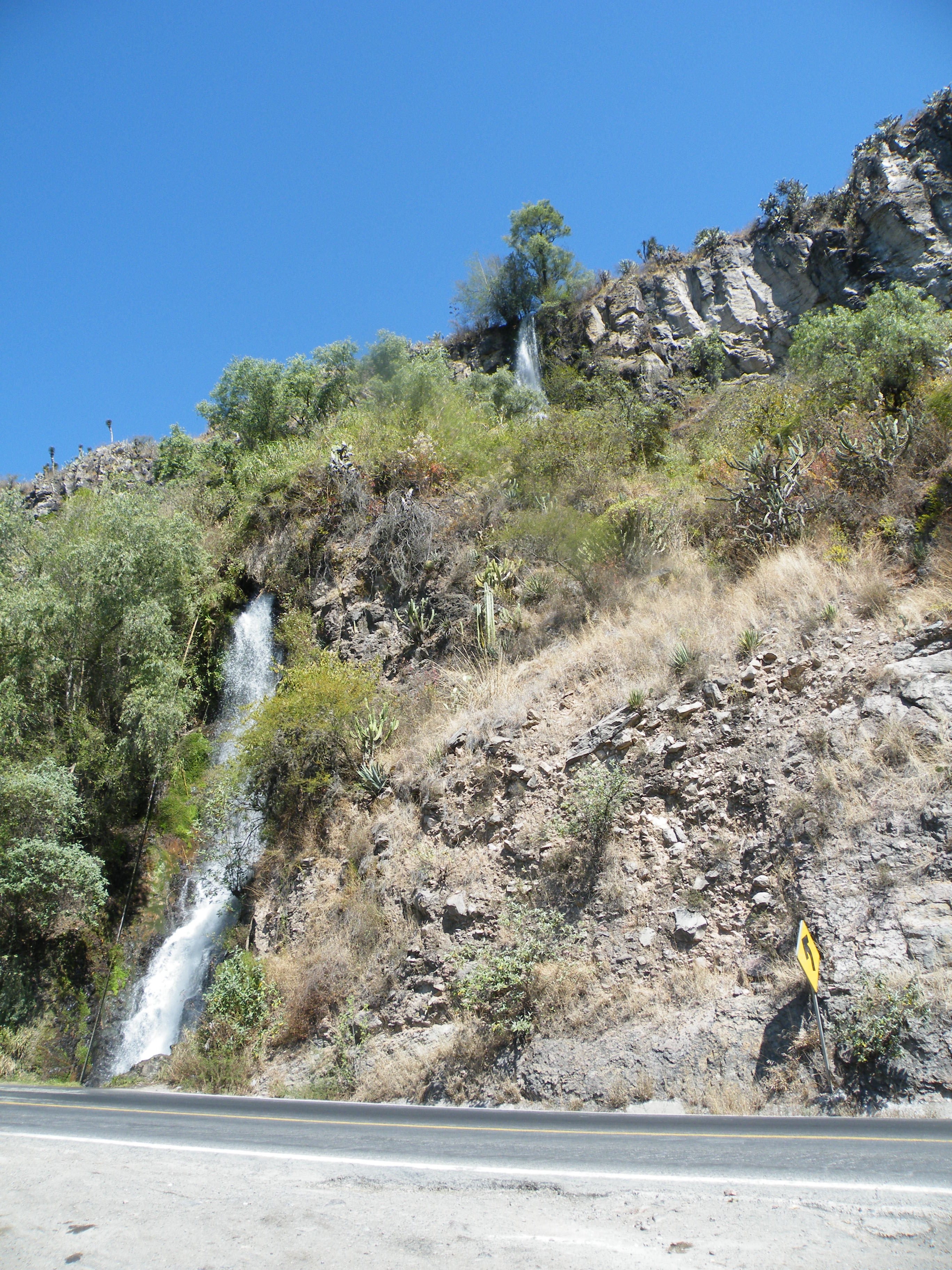
Cascada El Banco en San Agustín Metzquititlán.

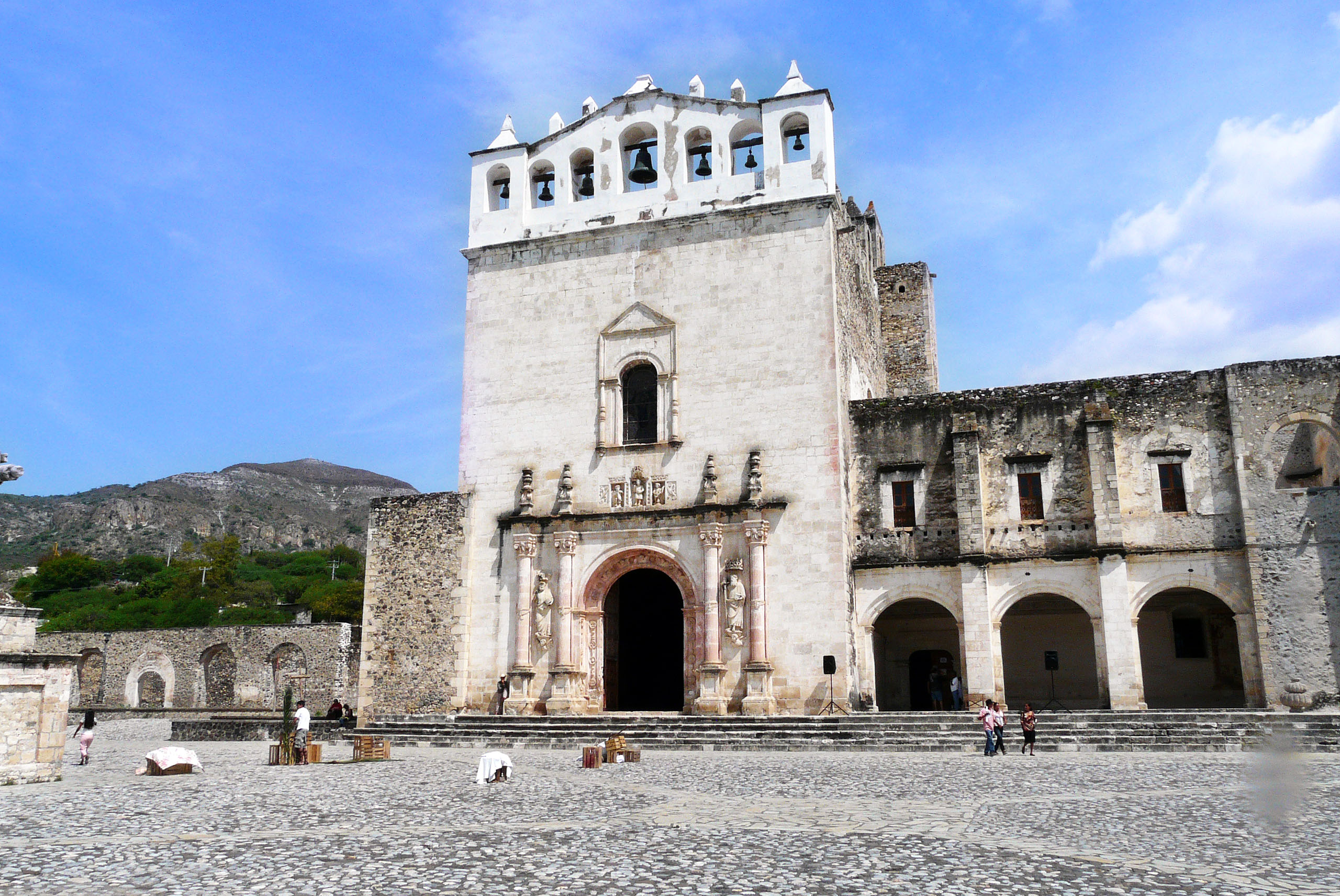
Convento de los Santos Reyes en Metztitlán.

En el área que comprende el polígono de la reserva, se localizan importantes obras arquitectónicas de la Nueva España, algunos de los cuales son los siguientes: la Tercena, el Convento La Comunidad, y el Convento de los Santos Reyes estos tres en Metztitlán. La Iglesia de San Pedro en Tlatemalco, Metztitlán; la cual se encuentra enterrada en el suelo, la entrada actual originalmente era la ventana del coro. La Capilla de Santa María Xoxoteco, en Xoxoteco, San Agustín Metzquititlán; donde destacan sus pinturas murales representando al infierno, muestra prácticamente el mismo programa iconográfico de la capilla abierta del Convento de San Nicolás de Tolentino en Actopan.
En algunas laderas de la Barranca de Metztitlán, particularmente en la ladera este, así como en algunos sitios en los municipios de San Agustín Metzquititlán y Huasca de Ocampo, existen diversas pinturas rupestres. En la barranca y la laguna de Metztitlán se puede practicar barranquismo, el senderismo, la observación de aves, el ciclismo de montaña y el campismo. En Metztitlán se encuentra el Santuario de las Cactáceas, un jardín botánico con un recorrido de 2 km de senderos donde se aprecian biznagas de todos tamaños. La Cueva de los Murciélagos, en los terrenos de la comunidad El Salitre; una cueva, que mide 33 m de ancho, y en la parte más alta alcanza los 8 m.
En el crucero de Vaquerías, de San Agustín Metzquititlán, existe un mirador desde el cual puedes observar una parte de la reserva, las cactáceas y el río. En el puente Venados en las inmediaciones de Acalome y Venados, ubicado en el límite de San Agustín Metzquititlán y Meztitlán, se colocan vendedores de artesanías y comida, los dueños de invernaderos realizan labor social de difusión para resguardar las cactáceas. En Metzquititlán se ubica el Santuario del Señor de la Salud, la Iglesia de San Agustín, y el Reloj Monumental de Metzquititlán. Otro atractivo de San Agustín Metzquititlán es la cascada El Banco, cuerpo de agua artificial proveniente de la presa de Arroyo Zarco. Los fines de semana, frente a la cascada, se colocan vendedores de artesanías y comida; en las inmediaciones, algunos lugareños y visitantes practican rápel.
En la Barranca de Aguacatitla, municipio de Huasca de Ocampo, se ubica un centro ecoturístico que abarca 299 ha de extensión; donde se pueden realizar actividades como el rápel, senderismo, y tirolesa. También está la posibilidad de pescar o visitar una cueva de murciélagos. En la Peña del Aire, municipio de Huasca de Ocampo, se ubica un centro ecoturístico donde se encuentra una tirolesa de 400 metros de longitud, se puede realizar el ciclismo de montaña, rápel y senderismo. Destaca una enorme roca de basalto equilibrada sobre un peñasco, que parece estar suspendida en el aire.